# Алекс Флореа
Алекс Флореа (Констанца, 15. септембар 1991) румунски је певач. Учествовао је у петој сезони румунског Гласа. Заједно са Илинком представљаће Румунију на Песми Евровизије 2017. са песмом Yodel It!.